# U 509 (Kriegsmarine)
De U 509 was een U-boot van de IX C-klasse van de Duitse Kriegsmarine tijdens de Tweede Wereldoorlog. Hij werd tot zijn ondergang gecommandeerd door Korvettenkapitän Werner Witte en voorheen door Fregattenkapitän Karl-Heinz Wolff.

## Geschiedenis
De U 509 begon zijn training bij de 4. Unterseebootsflottille op 4 november 1941 en werd gecommandeerd door Fkpt. Karl-Heinz Wolff. Na het voltooien van zijn training werd hij op 30 juni 1942 overgeplaatst naar de 10. Unterseebootsflottille. In september 1942 nam KKpt. Werner Witte het bevel over. 
In vier patrouilles van 1 juli 1942 tot 15 juli 1943 bracht de U 509 vijf schepen met in totaal 29.091 brutotonnage tot zinken en beschadigde hij vier schepen. 
Op 15 juli 1943 werd de U 509 ten noorden van het Portugese eiland Madeira door een torpedo vanaf een Grumman TBF Avenger afgeworpen tot zinken gebracht. Dit gebeurde op positie 34° 02′ 0″ NB, 26° 01′ 0″ WL. Alle 54 bemanningsleden kwamen hierbij om het leven.